# Aeroportul Skellefteå
Aeroportul Skellefteå (IATA: SFT, ICAO: ESNS) este un aeroport din Comuna Skellefteå, Västerbottens län, Suedia ce deservește zona Skellefteå. Aeroportul a fost tranzitat în 2022 de 267.262 de pasageri. A fost deschis în 1961 și numit după zona deservită.
Situat la o altitudine de 48 m, aeroportul dispune de 1 pistă. Este operat de Comuna Skellefteå.

## Infrastructură

### Piste
Aeroportul dispune de o singură pistă. Pista are orientarea 10/28.